# Batis margaritae
El batis de Boulton (Batis margaritae) es una especie de ave paseriforme de la familia Platysteiridae propia de África Central.

## Distribución y hábitat
Se encuentra en Angola, República Democrática del Congo y Zambia. Su hábitat natural son los bosques tropicales secos.